# Будинок дипломатичної місії Югославії в Німеччині

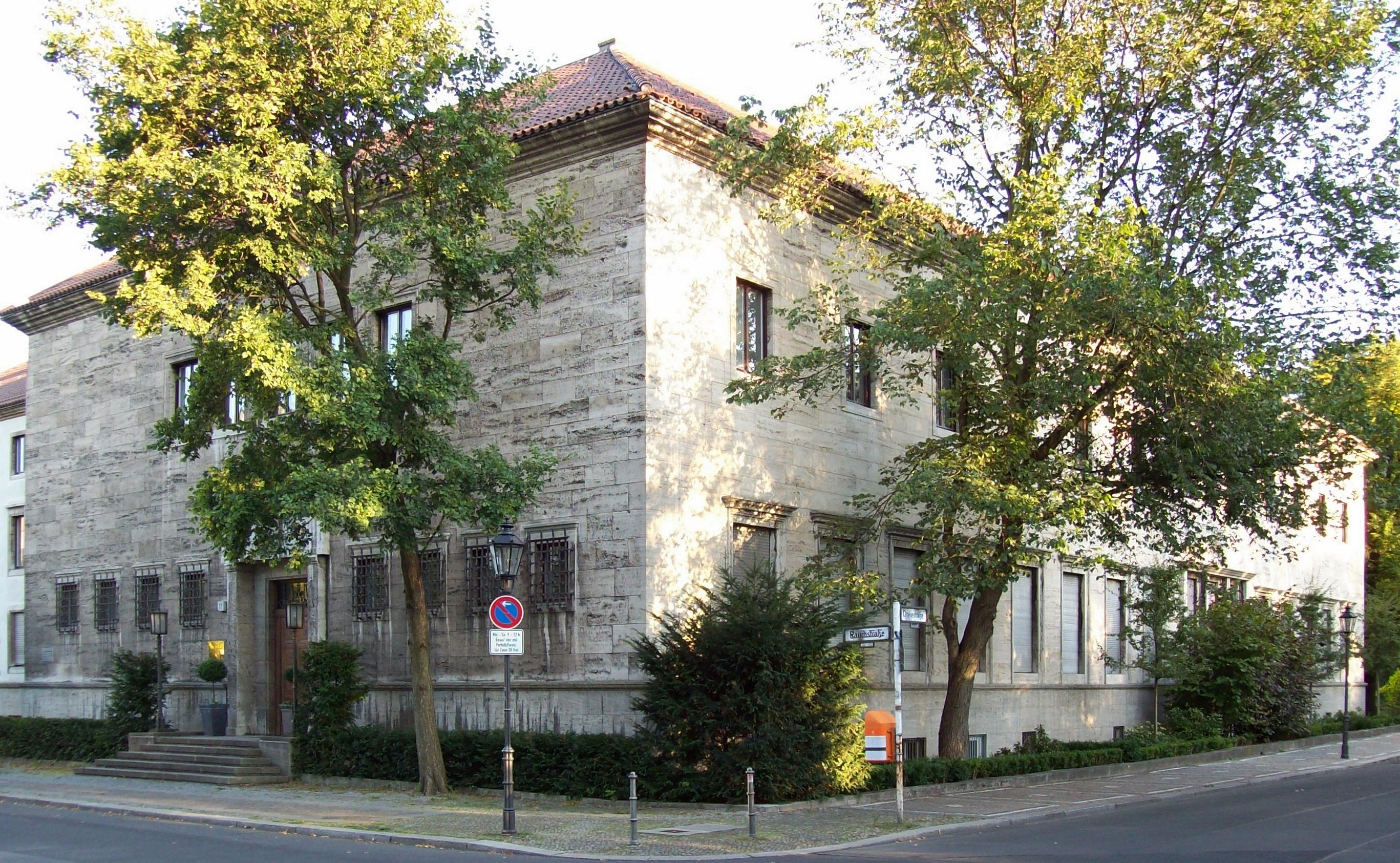
Будівля представництва Югославії в Берліні, ріг вулиць Раухштрасе і Дракештрасе, крило резиденції

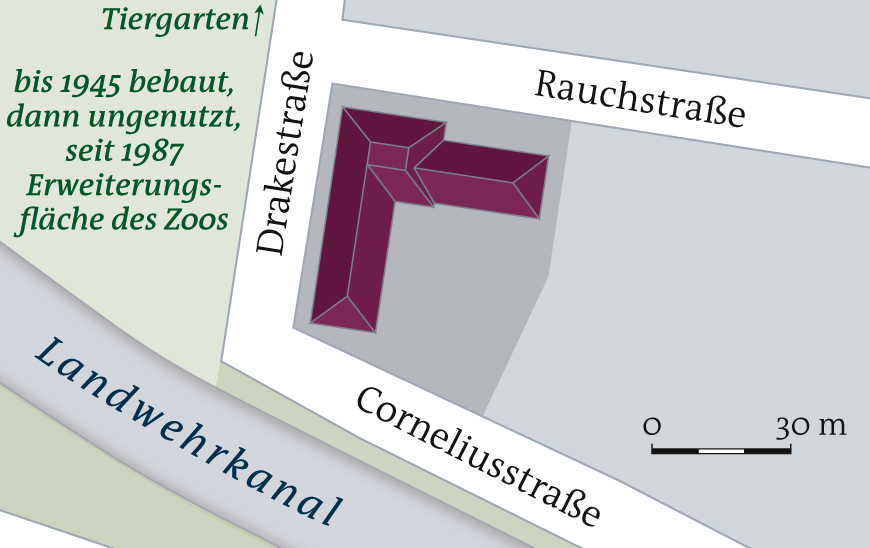
Будинок (бузковим) і власність (темно-сірим) югославської місії

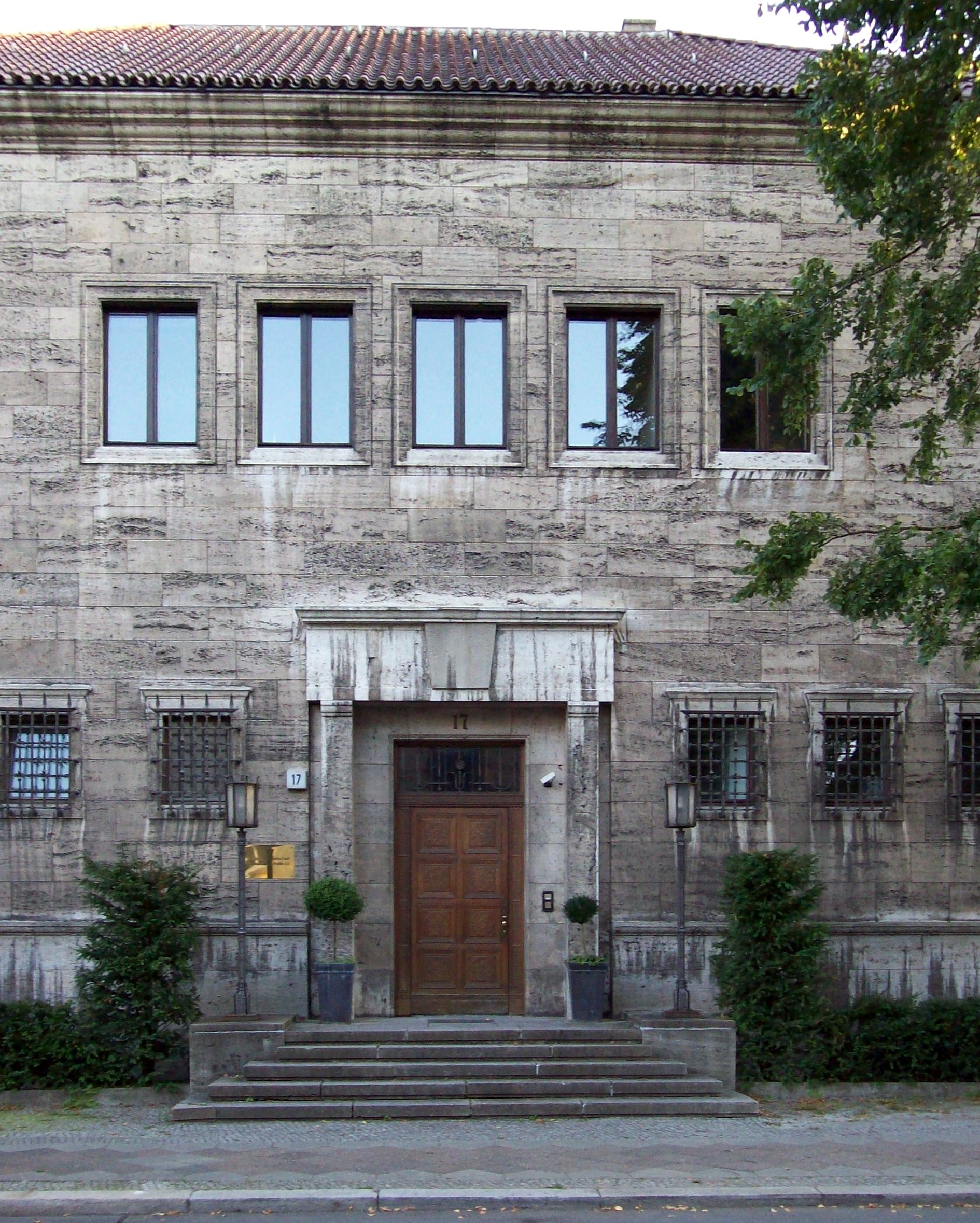
Вхід до будівлі Німецького товариства зовнішньої політики

Будинок дипломатичної місії Югославії в Німеччині — будівля, зведена в 1938—1940 роках для дипломатичної місії Королівства Югославії в Третьому Райху. Спроєктована Вернером Мархом. Розташована на берлінській вулиці Раухштрасе під номером 17—18 у посольському кварталі міського району Тіргартен. Пам'ятка архітектури, перебуває під охороною.

## Історія
На цьому місці були дві історичні будівлі. У 1865—1867 роках архітектори Герман Енде і Вільгельм Бекман на доручення фабриканта і власника маєтку Августа Кабруна (1807—1877) та його дружини, внучатої племінниці Йоганна Вольфганга Гете Флори Луїзи Генрієтти Ніколовіус (1811—1879) побудували віллу Кабрун. Онук Кабруна граф Ульріх Брокдорф-Ранцау став першим міністром закордонних справ Веймарської Республіки. Дочки Кабруна Цецілія фон Брокдорф і її сестра Корнелія фон Штралендорф продали віллу купцю Мартіну Леві, який жив там до 1911 року. У дитинстві там проживав і пізніший банкір Артур Саломонсон, який був споріднений із Мартіном Леві через свою матір Ернестину Леві. Спадкоємці, зокрема професор національної економіки Герман Леві, відступили ділянку в 1925 році хіміку та промисловцю Паулю Мендельсону-Бартольді, який спорудив на ній віллу Мендельсона Бартольді.
1938 року сім'ю Мендельсон-Бартольді, яка зазнавала переслідувань за єврейське походження, влада нацистської Німеччини позбавила власності шляхом експропріації і змусила до еміграції. На цьому місці звели нову будівлю для дипломатичного представництва Королівства Югославії, оскільки плани Альберта Шпеєра щодо Світової столиці Германія включали цілковите знесення старого осідку представництва на користь нової штаб-квартири Верховного військового командування. Югославська дипмісія переїхала в будівлю в жовтні 1940 року, але використовувала її лише шість місяців. Після нападу вермахту на королівство у квітні 1941 року югославська держава перестала існувати, а тому відпала потреба в дипломатичній місії. Короткий час будинок використовував Альфред Розенберг як місце розташування Імперського міністерства з питань окупованих східних територій, а в 1942 році Вернер Марх почав перетворювати його на гостьовий будинок Великонімецького Райху. Будинок був однією з двох будівель на цій вулиці, які пережили повітряні нальоти.
Після закінчення Другої світової війни в 1945 році будівлю використовувала Федеративна Народна Республіка Югославія як осідок своєї військової місії. 1953 року Союзницька комендатура заснувала Верховний реституційний суд Берліна, який був судом останньої інстанції для позовів про повернення активів особам, яких переслідували з расистських і політичних міркувань. Сім'я Мендельсона-Бартольді також подала позов про реституцію своїх активів, включаючи нерухомість Верховного реституційного суду Берліна, що таким чином мало б визначити законного власника будинку, яким вони самі користувалися, і задовольнило б позов. Реституційний суд існував до припинення чотиридержавного статусу шляхом возз'єднання в 1990 році. З 1999 року будівлю використовує Німецьке товариство зовнішньої політики.